# وورنادو
وورنادو (انگلیسی: Vornado) شرکت سرمایه‌گذاری املاک و مستغلات آمریکایی است، که در سال ۱۹۸۲ تأسیس شد.